# Tribunal Militar Internacional para o Extremo Oriente

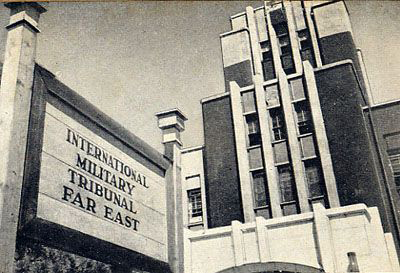
O Tribunal Militar Internacional para o Extremo Oriente reuniu-se na “Corte de Ichigaya”, ex-Quartel-General do Exército Imperial Japonês em Ichigaya, Tóquio.

O Tribunal Militar Internacional para o Extremo Oriente (The International Military Tribunal for the Far East ou IMTFE, em inglês), também conhecido como Julgamento de Tóquio ou Tribunal de Crimes de Guerra de Tóquio, foi reunido para julgar os líderes do Império do Japão por três tipos de crimes: "Classe A" (crimes contra a paz), "Classe B" (crimes de guerra) e "Classe C" (crimes contra a humanidade), cometidos durante a Segunda Guerra Mundial. A primeira refere-se à conspiração conjunta para iniciar e engajar-se na guerra, e os dois últimos referem-se a atrocidades, inclusive o Massacre de Nanquim. Acusações de crimes de guerra contra pessoal subalterno foram julgadas separadamente, em outras cidades da região do Pacífico asiático.
O tribunal foi reunido em 3 de maio de 1946, e encerrou suas atividades em 12 de novembro de 1948. Vinte e cinco militares e líderes políticos japoneses foram acusados de crimes Classe A, e mais de 5,7 mil nacionais japoneses foram acusados de crimes Classe B e C, a grande maioria quanto ao abuso de prisioneiros. Os crimes perpetrados por autoridades e tropas japonesas na ocupação da Coreia e da China, particularmente da Manchúria (Manchukuo), não foram analisados por esta corte. A China instituiu 13 tribunais por sua conta, resultando em 504 condenações e 149 execuções.
O imperador Hirohito, o príncipe Asaka e demais membros da família imperial não foram processados em nenhuma das três categorias. Cerca de 50 suspeitos, como Nobusuke Kishi, que mais tarde tornou-se primeiro-ministro, e Yoshisuke Aikawa, presidente do zaibatsu Nissan e futuro líder do Chuseiren, foram acusados mas liberados sem sequer ir a julgamento, em 1947 e 1948.

## Criação da corte

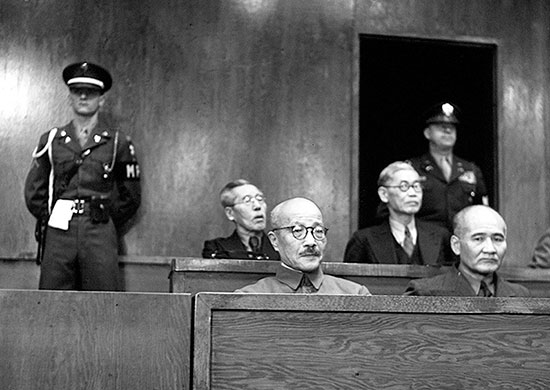
Réus no Tribunal Militar Internacional para o Extremo Oriente: (primeira fila, da esquerda para a direita) Primeiro-ministro japonês Tojo Hideki, Almirante Oka Takazumi, (fila de trás, da esquerda para a direita) Presidente do Conselho Privado do Japão Hiranuma Kiichiro, Ministro das Relações Exteriores do Togo Shigenori

A base legal para o julgamento foi estabelecida pela Charter of the International Military Tribunal for the Far East (CIMTFE ou "Carta do Tribunal Internacional Militar para o Extremo Oriente", em português), proclamada em 19 de janeiro de 1946 pelo general Douglas MacArthur. A CIMTFE estabeleceu as leis e procedimentos pelos quais os julgamentos do IMTFE deveriam ser conduzidos, incluindo os tipos de crimes. Em 25 de abril de 1946, de acordo com o disposto no Artigo 7 da CIMTFE, foram promulgadas com emendas.
Um painel de onze juízes presidiram o IMTFE, um para cada potência vitoriosa Aliada: (Estados Unidos da América, República da China, União Soviética, Reino Unido, Países Baixos, Governo Provisório da República Francesa, Austrália, Nova Zelândia, Canadá, Índia Britânica e Filipinas).
O Tribunal Militar Internacional para o Extremo Oriente (The International Military Tribunal for the Far East ou IMTFE, em inglês), também conhecido como Julgamento de Tóquio ou Tribunal de Crimes de Guerra de Tóquio, foi reunido para julgarmos líderes do Império do Japão por três tipos de crimes: "Classe A" (crimes contra a paz), "Classe B" (crimes de guerra) e "Classe C" (crimes contra a humanidade), cometidos durante a Segunda Guerra Mundial. A primeira refere-se à conspiração conjunta para iniciar e engajar-se na guerra, e os dois últimos referem-se a atrocidades, inclusive o Massacre de Nanquim. Acusações de crimes de guerra contra pessoal subalterno foram julgadas separadamente, em outras cidades da região do Pacífico asiático.
O tribunal foi reunido em 3 de maio de 1946, e encerrou suas atividades em 12 de novembro de 1948. Vinte e cinco militares e líderes políticos japoneses foram acusados de crimes Classe A, e mais de 5,7 mil nacionais japoneses foram acusados de crimes Classe B e C, a grande maioria quanto ao abuso de prisioneiros. Os crimes perpetrados por autoridades e tropas japonesas na ocupação da Coreia e da China, particularmente da Manchúria (Manchukuo), não foram analisados por esta corte. A China instituiu 13 tribunais por sua conta, resultando em 504 condenações e 149 execuções.
O imperador Hirohito, o príncipe Asaka e demais membros da família imperial não foram processados em nenhuma das três categorias. Cerca de 50 suspeitos, como Nobusuke Kishi, que mais tarde tornou-se primeiro-ministro, e Yoshisuke Aikawa, presidente do zaibatsu Nissan e futuro líder do Chuseiren, foram acusados mas liberados sem sequer ir a julgamento, em 1947 e 1948

## Os preparativos para o julgamento
Ainda durante as guerras havia perspectivas de um possível julgamento do Japão por crimes de guerra e os Aliados já vinham chamando a atenção para a possibilidade de julgamento por crimes de guerra desde 1941, com falas de Churchill (Inglaterra) e Roosevelt (EUA); depois Stalin, em 1942; e Roosevelt mais uma vez em 1944, aqui citando o Japão nominalmente.
Após a capitulação, Japão reconhece a declaração de Potsdam e estabelece medidas em prol da democracia. Oito meses depois, firma-se a decisão pelo julgamento dos crimes de guerra japoneses.
A Carta do Tribunal é elaborada pelo General McArthur, que também aponta, a partir de uma lista, os juízes oriundos de 11 países, e nomeia o presidente, o chamado Tribunal de Tóquio é similar aos Julgamentos de Nuremberg.

## Um colégio de juízes e promotores internacionais

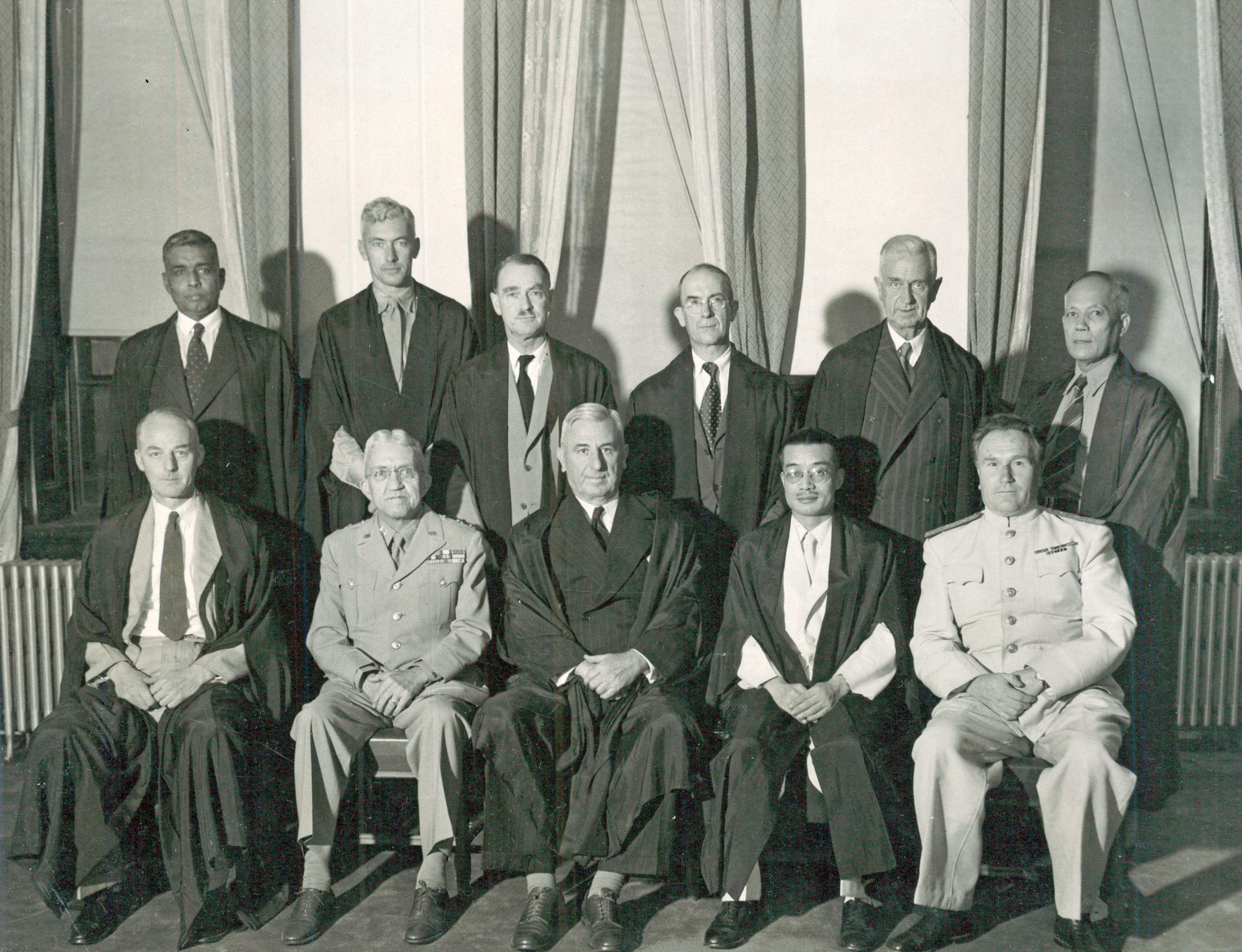
Os 11 juízes em 29 de julho de 1946.

O artigo 2 da Carta define a composição do colégio de juízes. Inicialmente limitado a nove juízes - tantos quanto os países signatários do Ato de Entrega - o número de juízes foi aumentado para onze N 12. No mesmo dia, a FEC pediu que a Índia e as Filipinas fossem representadas por um juiz. em 24 de abril, a secretaria do tribunal que toma nota desta decisão pedirá a esses dois países que cada um indique um juiz; o Artigo II da Carta será alterado em conformidade em abril de 2614 para 11 juízes para incluir a Índia e as Filipinas.
Após a promulgação da Carta, MacArthur ordenou aos membros da Comissão do Extremo Oriente que propusessem os nomes de um juiz e procurador adjunto até 5 de janeiro de 1947. As propostas relativas aos juízes chegarão a ele. 15 de fevereiro de 1946: MacArthur os nomeia. Eles são Higgins (mais tarde substituído por Myron Crammer) pelos Estados Unidos, Zarayanov pela União Soviética, Lord Patrick pelo Reino Unido, Henri ReimburgerN 13 (então substituído por Henri Bernard) pela França, Röling pela Holanda, MeiJu Hao pela China, William Webb (en) para a Austrália, H. Northcroft para a Nova Zelândia e Stuart Mac Dougall para o Canadá. Finalmente, em 20 de fevereiro, ele nomeou o juiz Webb como presidente do tribunal.
Diante de protestos da Índia e das Filipinas, que não estão representados no tribunal (membros da Comissão do Extremo Oriente, esses países não foram signatários do ato de rendição - pela boa razão de que não 'conquistaram a independência em 1947 e 1946), MacArthur promulgou uma emenda à Carta em 6 de abril de 1946 que fixou o número de juízes em onze em vez de nove: Radhabinod Pal representaria a Índia e Delfin Jaramilla / Jaranilla nas Filipinas.
A Carta especifica, em seu artigo 8, que todas as nações que estiveram em guerra contra o Japão têm a faculdade de designar um procurador adjunto. Apenas as onze nações da Comissão do Extremo Oriente o farão: Arthur Comyns Carr (GB), Hsiang Che-Chun (China), Frederick Borgerhoff-Mulder (Holanda), Robert Oneto (França), Alan Mansfield (Austrália), Henri Nolan (Canadá), Ronald Quillian (Nova Zelândia), P. Govinda Menon (Índia), Pedro Lopez (Filipinas) e finalmente Sergei Alexandrovitch (URSS). Assim, de trinta e nove americanos, o conjunto de promotores conhecido como Seção de Promotoria Internacional foi capaz de crescer para um grupo multinacional de quinhentas pessoas (advogados, estenógrafos e funcionários semelhantes).

## O julgamento inicia
A primeira sessão acontece em 3 de maio de 1946 e se inicia com o discurso de abertura do procurador-geral, Joseph Keenan, afirmando que os crimes de guerra são crimes contra a civilização e o propósito do tribunal é preservar o mundo da destruição, atuando contra os acusados que passaram por cima do respeito e da liberdade da pessoa humana e quiseram impor a guerra à humanidade. Para isso é preciso julgar inclusive os poderosos, não os deixar impunes.
São três tipos de crimes em questão: crimes contra a paz, contra as convenções e usos de guerra, e contra a humanidade, destaca o crime de conluio, assinala que a guerra sempre leva a mortes, e uma guerra sem nem justificação legal é inaceitável.
Ao fim do discurso com citação do General McArthur, evocando a integridade humana de vencedores e vencidos. Todavia, McArthur de fato nem era a favor de julgar os líderes militares do país vencido. Queria julgar apenas os políticos ligados ao ataque a Pearl Harbor, que foi um ataque sem aviso.
É importante citar que os crimes de guerra já eram proibidos por vários tratados internacionais: Haia em 1899 e 1907; Genebra, logo após a Primeira Guerra, em 1919; em encontro da Sociedade das Nações, em 1927; é declarado crime contra a espécie humana em 1928; entre outros.

### A defesa apresenta seu discurso inicial
No Tribunal de Tóquio, diferente do de Nuremberg, os acusados e seus advogados podiam recusar os juízes. Foi o que fizeram, objetando quanto a William Webb ser o presidente, quando já havia atuado na comissão de inquérito dos crimes de guerra orientais na Austrália. O presidente é assim convidado a se retirar, e os juízes restantes deliberam. Decidem que prevalece a indicação prévia feita por McArthur dos juízes e do presidente e a sessão é retomada.
Os advogados de quatro réus questionam ponto central do julgamento: o de que guerras de agressão sejam um crime de guerra. Mencionam que é impossível não matar numa guerra. E pedem ao tribunal que reconheça a impossibilidade de haver responsabilidade individual num crime internacional, outros advogados ressaltam o fato de seus réus já serem prisioneiros de guerra, o que os excluiria de perseguição jurídica pelos vencedores.
Porém, o julgamento de um prisioneiro de guerra na verdade tinha precedentes. Foi o caso do General Yamahito, o Tigre da Malásia, julgado e condenado meses antes por crueldades em campanhas nas Filipinas. Outro foi o general japonês Homma, condenado e executado pela Marcha para a Morte de Bataan, na Guerra do Pacífico, em 1942, quando prisioneiros de guerra norte-americanos e chineses foram forçados a marchar por dias a fio e depois transportados num trem superlotado. Centenas morreram de exaustão e disenteria na marcha, ou sufocados nos vagões do trem. O general havia sido informado do caso e não tomara nenhuma previdência, o que pesou para sua condenação.
A imparcialidade e a escrupulosidade do Tribunal na deliberação impressionam os japoneses, inclusive familiares de acusados. De fato, a responsabilidade do Tribunal era elevada, dado que se tratava de um tribunal de exceção tratando de interesses internacionais.

### Outras acusações
A nova sessão acontece em 13 de junho de 1946, após rejeição da objeção de incompetência e aceitação dos argumentos da acusação e reúne 28 acusados, mas apenas 25 presentes – dois haviam morrido, outro enlouqueceu.
O Discurso do procurador-geral inicia compondo quadro geral de crimes de que são acusados os 25 japoneses e destaca que a política interna e externa do Japão foi controlada por um grupo militar e criminoso que defendia a superioridade japonesa, algo similar ao que ocorreu na Alemanha nazista e na Itália fascista.
O objetivo era submeter o resto do mundo aos Estados agressores, e para isso mobilizaram forças num projeto que envolvia uma guerra de agressão contra várias nações pacíficas, como EUA, China, a então URSS, Canadá, Austrália e outras. Nesse projeto promoveram a violação de usos e convenções de guerra, matando, mutilando e submetendo presos de guerra a condições precárias. E ainda promoveram chacinas, pilhagens, torturas, isso tudo depois de manipular a política interna para estimular grupos militares e para preparar a população japonesa para a guerra por meio de propaganda.
O discurso segue citando os tratados desrespeitados, lendo vez ou outras passagens de textos escritos por especialistas. Para o procurador, as relações entre as diferentes ações e decisões tomadas na Ásia e no Pacífico revela um amplo conluio pelo qual os réus são responsáveis.
Esse complô inicia, segundo ele, com um incidente na Manchúria, em 1928, que serve de pretexto para o Japão ocupar a China, e de lá a URSS e ele cita uma série de episódios relacionados ao plano, desde o incidente na estrada de ferro que justificou a ocupação da Manchúria até as ocupações posteriores.
Nesse processo, nota-se como o Japão usou episódios como o da estrada de ferro para ações descabidas, que se seguiram a um projeto de conquista eficaz e disciplinado, que depois se revelaria permeado de atrocidades.
O procurador cita o episódio do massacre em Nanking. Essa acusação recai particularmente sobre o general Matsui, sob cujas ordens estavam as tropas responsáveis pela violenta ocupação. Chegando ao local após quatro dias, o general se limitou a declarar que a bandeira do Japão flutuava sobre Nanking e regiões vizinhas.
Em seguida, são relacionados os crimes contra a paz. O procurador conta que, em 1940, o Japão instaurou o governo nacional da República da China nos territórios que ocupava no país vizinho. Reitera que o Japão jamais tomou qualquer iniciativa de acordo ou declaração de guerra, ao mesmo tempo em que repelia propostas de mediação internacional e seguia matando civis nas áreas ocupadas.
As ações do governo japonês também desrespeitavam o Tratado das Nove Potências (1922), pelo qual o Japão e outras potências se comprometeram a respeitar a soberania e o território chineses, e ainda a evitar monopólios e permitir oportunidades iguais para todos em negócios com a China. O Japão criou monopólios nas regiões que ocupava, descumprindo o tratado, e tinha ainda planos similares para outros países da Ásia e da Oceania.
O procurador fala então sobre os métodos como os militares japoneses estendiam sua influência no Extremo Oriente, "por coerção ou corrupção". Não se sabia muito a respeito. Segundo ele, os agentes promoviam embustes, corrupção e intrigas políticas, e até chegavam a estimular a venda e o consumo de ópio entre a população, para enfraquecer as regiões-alvo. Note-se que havia uma convenção de cooperação internacional contra o fabrico, a venda e o consumo de narcóticos em Genebra, assinada também pelo Japão em 1931.
O discurso do procurador chega à parte sobre "Preparativos com vista a uma guerra mundial", ele lembra que os acusados tomaram posição nesse sentido levando o país a assinar alianças com a Alemanha e a Itália, de forma tal que cada um garantisse poderio naval e militar e promovesse a conquista em suas esferas. Aí se incluíram, entre outros, o Pacto Antikomintern, em 1936, e o pacto tripartido, em 1940.
De 1940 a 1941, 16 dos acusados participaram, como organizadores ou cúmplices, na elaboração e execução de um plano contra os EUA e os Aliados. O procurador relembra a entrada do Japão na Segunda Guerra, com o ataque a Pearl Harbor, parte de uma série de ataques surpresa a territórios dos EUA, Império Britânico e Tailândia.
Após 230 sessões, a acusação conclui sua fala, destacando a crescente atuação japonesa no Pacífico e a espoliação sofrida pelas populações dos territórios atacados.

### Outra vez a defesa
A estratégia geral ecoa os argumentos iniciais, questionando o valor da perseguição e a competência do tribunal, e novamente questionando se o vencedor pode julgar o vencido.
São duas teses fundamentais defendidas. A de que não houve conluio entre os réus ou outras pessoas fora do julgamento, ressaltando que não havia laços estreitos entre eles, nem ações coordenadas; pelo contrário, havia até dissensões e rivalidades e de que todos os atos cometidos foram apenas em resposta a provocações de outros países, que ameaçavam interesses ou até a existência do Japão. Argumenta que se negava ao Japão uma política como a da URSS nos Bálcãs, ou à Grã-Bretanha no Irã.
Outras teses da acusação são refutadas ou questionadas. Os advogados refutam a tese de que as crises ministeriais teriam se dado por intervenção dos acusados, devendo-se na verdade a razões da política interna assinalam que a ordem nova que são acusados de querer instalar se origina de uma teoria com mais de 20 séculos, o Hakko-Ichiu, e que ela não teria a ver com o domínio mundial, mas com a fraternidade entre os povos reconhecem a organização da economia em torno da produção de guerra. 
Dos 25, apenas Tojo aceitou a responsabilidade pelas ordens proferidas e atos cometidos como primeiro-ministro. Os demais alegaram agir sob ordens. Todos se disseram "não culpados".

## Veredito
O veredito foi revelado em 4 de novembro de 1948. Todos os réus são declarados culpados de conluio, exceto Matsui e Shigemitsu. Todos, exceto três, culpados de guerra de agressão na China. Dezoito têm idêntica culpa reconhecida quanto aos EUA, à Inglaterra e à Holanda; outros dois (Shigemitsu e Tojo), em relação à França; e outros dois, em relação à Rússia. Sete, incluindo Hirota e Matsui, antigo comandante na tomada de Nanking, são condenados à forca e após um recurso, rejeitado por "incompetência", são executados e dezesseis são condenados à prisão perpétua. Shigenori Tōgō é condenado a 20 anos; Shigemitsu a sete anos.